# Национальный музей естественной истории (Париж)
Национальный музей естествознания (фр. Muséum national d'histoire naturelle) объединяет следующие организации:
- в Париже:
  - Сад растений (Париж)
  - Венсенский зоопарк
  - Музей человека (Париж)
  - Галерея эволюции (Париж)
  - Минералогическая галерея (Париж)
  - Палеонтологический музей (Париж)
  - минизоопарк при Растительном саде.
- вне Парижа:
  - дендрарий Шеврёлу (Chèvreloup, Rocquencourt)
  - зоопарк[фр.] в Клер[фр.] (Clères)
  - морская биостанция[фр.] в Конкарно (Concarneau)
  - зоопарк[фр.] в От-Туш (Haute-Touche, Obterre)
  - музей на основе стоянки первобытного человека Абри-Пато[фр.] в Ле-Эзи-де-Таяк
  - альпийский ботанический сад Жайзиния[фр.] (La Jaÿsinia, Samoëns)
  - экзотический ботанический сад Валь-Рамэ[фр.] (Val Rameh, Menton)
  - экологическая лаборатория в Брюнуа.

Музей насчитывает 1850 сотрудников, из них около 500 — исследователи и научные работники.

## История музея
На 2009—2012 годы предусмотрена обширная программа обновления музея, финансирование которой составляет 280 миллионов евро.

## Директора
- Добантон, Луи Жан-Мари (1793—1794)
- Жюссьё, Антуан Лоран де (1794—1795)
- Ласепед, Бернар Жермен Этьен де ла Виль граф де (1795—1796)
- Добантон, Луи Жан-Мари (1796—1798)
- Жюссьё, Антуан Лоран де (1798—1800)
- Фуркруа, Антуан де (1800—1801)
- Дефонтен, Рене (1802—1803)
- Фуркруа, Антуан де (1804—1805)
- Дефонтен, Рене (1806—1807)
- Кювье, Жорж Леопольд (1808—1809)
- Дефонтен, Рене (1810—1811)
- Ложье, Андре (1812—1813)
- Туэн, Андре (1814—1817)
- Ложье, Андре (1818—1819)
- Дефонтен, Рене (1820—1821)
- Кювье, Жорж Леопольд (1822—1823)
- Кордье, Пьер Луи Антуан (1824—1825)
- Кювье, Жорж Леопольд (1826—1827)
- Дефонтен, Рене (1828—1829)
- Кювье, Жорж Леопольд (1830—1831)
- Кордье, Пьер Луи Антуан (1832—1833)
- Жюссьё, Адриен Анри Лоран де (1834—1835)
- Шеврёль, Мишель Эжен (1836—1837)
- Кордье, Пьер Луи Антуан (1838—1839)
- Шеврёль, Мишель Эжен (1840—1841)
- Жюссьё, Адриен Анри Лоран де (1842—1843)
- Шеврёль, Мишель Эжен (1844—1845)
- Броньяр, Адольф Теодор (1846—1847)
- Жюссьё, Адриен Анри Лоран де (1848—1849)
- Шеврёль, Мишель Эжен (1850—1851)
- Дюмериль, Андре-Мари (1852—1853)
- Шеврёль, Мишель Эжен (1854—1855)
- Флуранс, Мари-Жан-Пьер (1856—1857)
- Шеврёль, Мишель Эжен (1858—1859)
- Жоффруа Сент-Илер, Изидор (1860—1861)
- Шеврёль, Мишель Эжен (1862—1879)
- Фреми, Эдмон (1879—1891)
- Мильн-Эдвардс, Альфонс (1891—1900)
- Перье, Эдмон (1900—1919)
- Манжен, Луи Александр (1919—1931)
- Лемуан, Поль (1932—1936)
- Жермен, Луи (1936—1942)
- Achille Urbain (1942—1949)
- Жаннель, Рене (1950—1950)
- Эйм, Роже Жан (1951—1965)
- Фонтене, Морис (1966—1970)
- Легран, Ив (1971—1975)
- Дорст, Жан (1976—1985)
- Philippe Taquet (1985—1990)
- Jacques Fabriès (1990—1994)
- Люмле, Анри де (1994—1999)